# Keiko Namai
Keiko Namai, coniugata Imano (生井けい子?, Namai Keiko; 9 dicembre 1951), è un'ex cestista giapponese.

## Carriera
Con il Giappone ha disputato i Giochi olimpici di Montréal 1976 e i Campionati mondiali del 1975.